# クリントン・アベリー
クリントン・アヴェリー（Clinton Avery、1987年12月3日 - ）は、ニュージーランド、ロトルア出身の自転車競技（ロードレース）選手。

## 来歴
2004年
- ニュージーランド選手権
  - ロードレース ジュニア 3位

2005年
- ニュージーランド選手権
  - 個人タイムトライアル ジュニア 優勝
- オセアニア選手権ロードレース U23 優勝

2006年
- ニュージーランド選手権
  - クロスカントリー 3位
  - 個人タイムトライアル U23 優勝
  - ロードレース U23 3位
- UCIオセアニアツアー 3位

2007年
- ニュージーランド選手権
  - 個人タイムトライアル U23 3位
  - クロスカントリー 優勝
- オセアニア選手権
  - 個人タイムトライアル U23 2位
  - ロードレース U23 2位
- ツアー・ダウンアンダー 総合93位完走
  - ヤングライダー賞 10位
- ロンド・ファン・フラーンデレンエスポワール 5位

2008年
- ニュージーランド選手権
  - ロードレース U23 優勝
  - 個人タイムトライアル U23 優勝
- パリ〜ルーベエスポワール 5位

2009年
- パリ〜ルーベエスポワール 7位

2010年、シーズン前半はアマチュアチーム、PWSエイセンで走り、8月からチーム・レディオシャックとスタジエール契約で移籍。
- ニュージーランド選手権
  - 個人タイムトライアル 7位
- フラームス・ピール 優勝
- ツアー・オブ・サウスランド 総合8位

2011年
- クレイズ・ブリッツ・エリート 区間優勝(第1)

2012年、中国のプロコンチネンタルチーム、チャンピオンシステム・プロサイクリングチームに移籍。
- バスキングリッジ 優勝
- タリン·タルトゥ・グランプリ 2位
- ツアー・オブ・サウスランド 区間優勝(第4)